# L’OZ
L’OZ ist ein unabhängiges bretonisches Plattenlabel aus Frankreich mit Sitz in Riec-sur-Bélon. Es wurde 1995 von Gilles Lozac’hmeur mit dem Ziel gegründet, in der Bretagne „gemachte“ Musik zu veröffentlichen. Dazu gehört Bretonische Musik, aber auch Jazz, Rock, Chansons u. a.
Zu den bei L’OZ veröffentlichenden Musikern gehört zum Beispiel der Pianist Didier Squiban. 